# Toni Branca
Pour les articles homonymes, voir Branca.
Pas d'image ? Cliquez ici
Antonio Branca, dit Toni, né le 15 septembre 1916 à Sion et mort le 10 mai 1985 à Sierre, est un pilote automobile suisse. 

## Biographie

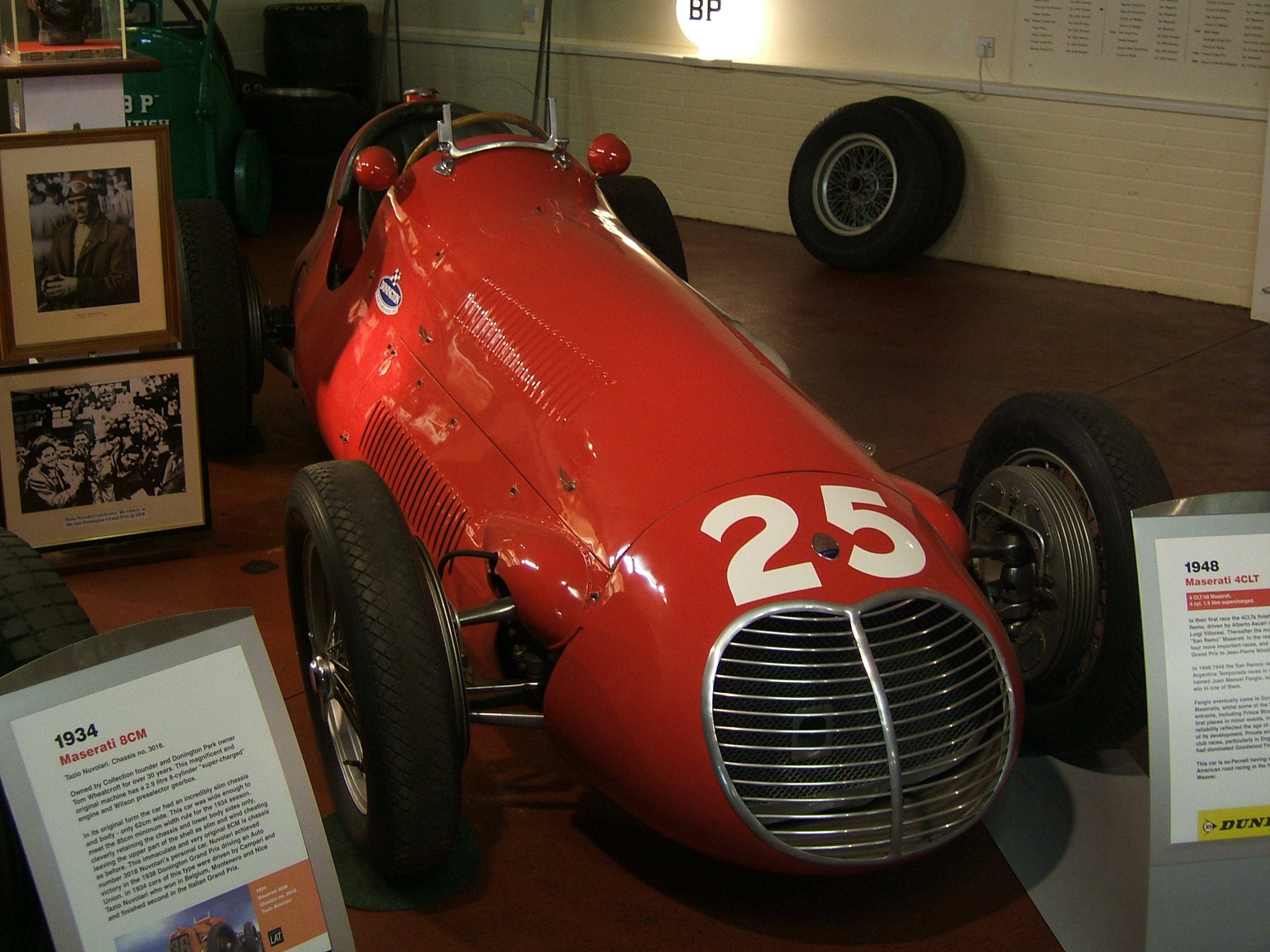
Maserati 4CLT48

Après quelques courses en 1947 et 1949 au volant d'une Maserati 4CL, Toni Branca devient membre de la petite écurie appartenant à Mme de Walckiers en 1950, année où il fait ses débuts en championnat du monde de formule 1 lors du Grand Prix de Suisse. Cette même année il court en Formule 2 au Grand Prix des Nations - Genève où il mène la course brièvement. Il réussit à se placer dans les six premiers dans plusieurs épreuves de moindre importance. Sa meilleure place est une quatrième position sur le circuit du lac d'Aix les Bains. Après 1951, il court dans des courses de côte jusqu’à la fin des années 1950. Il tentera par deux fois les 24 heures du Mans, avec une Moretti 750, sans grand succès puisqu'en 1955 la voiture n'est pas prête au moment où le départ est donné, et qu'en 1956 la voiture cassera avant qu'il n'ait pu prendre le volant.

## Résultats en championnat du monde de Formule 1
| Saison | Écurie                                | Châssis          | Moteur                        | Pneus   | GP disputés | Points inscrits | Classement |
| ------ | ------------------------------------- | ---------------- | ----------------------------- | ------- | ----------- | --------------- | ---------- |
| 1950   | Scuderia Achille Varzi Antonio Branca | Maserati 4CL     | Maserati 4 en ligne compressé | Pirelli | 2           | 0               | n.c.       |
| 1951   | Antonio Branca                        | Maserati 4CLT/48 | Maserati 4 en ligne compressé | Pirelli | 1           | 0               | n.c.       |

## Résultats des épreuves dans les autres catégories
| Catégorie   | Date           | Épreuve                                      | Écurie           | Auto              | Position  |
| ----------- | -------------- | -------------------------------------------- | ---------------- | ----------------- | --------- |
| Réglt A-G   | août 1947      | 2e Grand Prix d’Alsace                       | Privé            | Maserati 4CL      | Abandon   |
| Réglt A-G   | août 1947      | 13e Grand Prix du Comminges St Gaudens       | Privé            | Maserati 4CL      | Abandon   |
| Réglt A-G   | juil. 1949     | 9e Grand Prix de Suisse                      | Privé            | Maserati 4CL      | 14        |
| Réglt A-G   | août 1949      | 2e Grand Prix de Lausanne                    | Privé            | Maserati 4CL      | 8         |
| Formule 2   | juillet 1950   | 2e Preis von Ostschweiz-Erlen                | Mme de Walckiers | Simca-Gordini T15 | 5         |
| Formule 2   | mai 1950       | 1er Grand Prix de Mons - Belgique            | Mme de Walckiers | Simca-Gordini T15 | Non Qual. |
| Formule 2   | mai 1950       | 2e Grand Prix du Lac d'Aix les Bains         | Mme de Walckiers | Simca-Gordini T15 | 4         |
| Formule 2   | juin 1950      | 7e Preis der Berne                           | Mme de Walckiers | Simca-Gordini T15 | 5         |
| Hors Champ. | juillet 1950   | 4e J.C.C. Jersey Road Race                   | Mme de Walckiers | Simca-Gordini T15 | 11        |
| Formule 2   | juillet 1950   | 3e Prix des Nations - Genève                 | Mme de Walckiers | Simca-Gordini T15 | 9         |
| Hors Champ. | juillet 1950   | 3e Grand Prix des Nations - Genève           | Privé            | Maserati 4CL      | 10        |
| Formule 2   | août 1950      | 13e Grosser Preis von Deutschland            | Mme de Walckiers | Simca-Gordini T11 | Abandon   |
| Formule 2   | septembre 1950 | 1er Grand Trophée de Sambre et Meuse         | Mme de Walckiers | Simca-Gordini T11 | 8         |
| Formule 2   | oct. 1950      | 10e Circuito del Garda                       | Mme de Walckiers | Simca-Gordini T11 | 12        |
| Formule 2   | mai 1951       | 21e Grand Prix des Frontières - Belgique     | Équipe Gordini   | Simca-Gordini T15 | Non Qual. |
| Formule 2   | mai 1951       | 1er Gran Premio de´ll Centenario             | Privé            | Simca-Gordini T15 | 11        |
| Formule 2   | juin 1951      | 12e Gran Premio Reale di Roma                | Privé            | Simca-Gordini T15 | Abandon   |
| Formule 2   | juin 1951      | 4e Gran Premio di Napoli                     | Privé            | Simca-Gordini T15 | 5         |
| Formule 2   | juillet 1951   | 7e Internationales Avusrennen                | Privé            | Simca-Gordini T15 | Abandon   |
| Formule 2   | août 1951      | 3e Preis der Ostschweiz-Erlen                | Privé            | Simca-Gordini T15 | Abandon   |
| Hors Champ. | août 1951      | 20e Circuito di Pescara                      | Privé            | Maserati 4CLT/48  | 6         |
| Hors Champ. | septembre 1951 | 5e Gran Premio di Bari                       | Privé            | Maserati 4CLT/48  | Abandon   |
| Formule 2   | septembre 1951 | 2e Gran Premio di Modena                     | Privé            | Simca-Gordini T15 | 7         |
| Hors Champ. | septembre 1951 | 4e Goodwood Trophy                           | Privé            | Maserati 4CLT/48  | Abandon   |
| Endurance   | juin 1955      | 23e Grand Prix d'Endurance 24 Heures du Mans | Privé            | Moretti 750       | Abandon   |
| Endurance   | juin 1956      | 24e Grand Prix d'Endurance 24 Heures du Mans | Privé            | Moretti 750       | Abandon   |

Note : Réglt A-G = règlement des épreuves d'avant-guerre, l'ancêtre de la Formule 1